# Nickelodeon Schweiz
Nickelodeon Schweiz ist der deutschsprachige Schweizer Ableger des US-amerikanischen Kabelsenders Nickelodeon. Der Spartenkanal des Medienkonzerns Paramount International Networks richtet sich an Kinder und Jugendliche. Nick Schweiz sendet zurzeit von 6:00 Uhr bis 20:15 Uhr.

## Geschichte
Der Sender startete am 1. April 2009 unter dem Namen Nick Schweiz auf dem zuvor ausschließlich von VIVA Schweiz genutzten Kanal, welcher fortan gemeinsam genutzt wurde. Hierfür wurde die Sendezeit von VIVA stark auf zuletzt 20:15 Uhr bis 05:00 Uhr verkürzt. Das Programm entsprach nach dem Start lange Zeit weitgehend demjenigen des deutschen Schwestersenders; entsprechend der europaweiten Angleichung der Viacom-Marken an die US-Vorlagen, übernahm auch der Schweizer Ableger per 1. April 2010 die vollständige Bezeichnung Nickelodeon.
Die Struktur der in der Schweiz verbreiteten Viacom-Sender wurde per 16. Mai 2011 ein weiteres Mal verändert. Nickelodeon Schweiz wurde dabei der neu lokalisierte Sender Comedy Central Schweiz an die Seite gestellt, welcher auf dem gemeinsam genutzten Kanal die bisherige Sendezeit von VIVA Schweiz (20:15–05:00 Uhr) übernahm. Mit dieser Änderung entsprach die Kanalteilung Nickelodeon/Comedy Central derjenigen im übrigen Europa; der Sender VIVA Schweiz wurde damit faktisch eingestellt und in digitalen Kabelnetzen durch VIVA Deutschland ersetzt. Die deutschsprachige Version des Senders VIVA wurde am 1. Oktober 2012 in den Schweizer Kabelnetzen und IPTV-Netzen durch das reaktivierte VIVA CH ersetzt.
Vor der Kanalteilung mit VIVA Schweiz, teilte sich bereits Nick Deutschland (mit Schweizer Werbefenster) den Kanal mit MTV Schweiz.
Ab dem 1. Oktober 2014 war der Kinderfernsehsender 24 Stunden am Tag zu sehen. Das Tagesprogramm (5:00–21:00 Uhr) richtete sich an Kinder im Alter von 3 bis 13 Jahren. Das Abendprogramm (21:00–5:00 Uhr) richtete sich, im Gegensatz zu den Konkurrenten Super RTL und Disney Channel, an Jugendliche bzw. junge Erwachsene, wurde von Stunde zur Stunde älter und trug den Namen Nicknight. Comedy Central (17:00–6:00 Uhr) teilte sich ab dem 8. September 2014 den Sendeplatz mit VIVA (6:00–17:00 Uhr). Zum 28. Juni 2017 wechselte der Sendername zurück von Nickelodeon auf Nick. Zum 20. April 2020 wurde die Website von Nickelodeon Schweiz abgeschaltet und in die Website von Nickelodeon Deutschland eingegliedert.
Am 30. Juni 2021 wurde bekannt, dass der Betrieb von Nick Schweiz ab dem 1. Oktober 2021 von CH Media übernommen wird. Seit 1. Oktober 2021 sendet von 20:15 bis 6:00 statt Nicknight 7+ Family. Inzwischen (Stand März 2022) wird der Feed von Nickelodeon Central and Eastern Europe übernommen. In den Trailern und Werbetrennern wird dabei von Nickelodeon gesprochen, das Cornerlogo hingegen ist unverändert als Nick Schweiz auf Sendung. Das Cornerlogo von 7+ Family ist währenddessen 7+. Zum 23. August 2023 übernahm man in der Schweiz das neue internationale Design, seither wird wieder mit Nickelodeon-Logo gesendet.

## Programmfenster

### 7+ Family
7+ Family (eigene Schreibweise: 7+) ist ein Programmfenster, welches seit dem 1. Oktober 2021 jeden Abend ab 20:15 Uhr Familienprogramm, aber auch Sitcoms und Sendung für Erwachsene zeigt.

## Sendungen
Nick Schweiz zeigte eine Zeit lang dieselben Serien wie Nick Deutschland. Im Werbeblock wurden überwiegend Schweizer Clips gezeigt. Zwischenzeitlich war das Programm auf die Schweiz zugeschnitten und zeigte nur einzelne Sendezeitenübereinstimmungen mit dem deutschen Programm. Inzwischen (Stand März 2022) ist das Programm identisch mit dem des gesamten Ausstrahlungsgebiets von Nickelodeon Central and Eastern Europe, lediglich die Werbepausen werden separat geschaltet und sind auf die Schweiz zugeschnitten. Gleichermaßen wird bei Nick Austria verfahren.
Auswahl ausgestrahlter Serien
- Artzooka!
- Avatar – Der Herr der Elemente
- Backyardigans – Die Hinterhofzwerge
- Big Time Rush
- Blue’s Clues – Blau und schlau
- Cosmo und Wanda – Wenn Elfen helfen
- Creepie
- Danny Phantom
- Das Haus Anubis
- Diego
- Die Pinguine aus Madagascar
- Dora
- Drake & Josh
- Fanboy & Chum Chum
- iCarly
- Jimmy Neutron
- Johnny Test
- KlapperlapappTV
- Max & Ruby
- Neds ultimativer Schulwahnsinn
- Ni hao, Kai-lan
- Planet Max
- SpongeBob Schwammkopf
- Star Trek: Prodigy
- Team Planet
- Troop – Die Monsterjäger
- True Jackson
- Umizoomi
- Victorious
- Was ist was TV
- Winx Club
- Wonder Pets
- Zoey 101
- Hotel 13
- Die Legende von Korra
- Voll Vergeistert
- Sam & Cat
- Die geheimnisvollen Städte des Goldes

## Sendezeiten
Die Sendezeiten von Nickelodeon variieren, im Gegensatz zum deutschen Sender, kaum. Folgend eine Übersicht über die jeweiligen Sendezeiten.
|                                           | 05:00 Uhr           | 05:45 Uhr           | 06:00 Uhr           | 10:00 Uhr           | 17:00 Uhr           | 20:15 Uhr              | 21:00 Uhr              |
| ----------------------------------------- | ------------------- | ------------------- | ------------------- | ------------------- | ------------------- | ---------------------- | ---------------------- |
| 28. September 1998 bis 26. September 2003 | SF2                 | SF2                 | SF2                 | Nickelodeon Schweiz | SF2                 | SF2                    | SF2                    |
| 1. April 2009 bis 30. März 2010           | NICK Schweiz        | NICK Schweiz        | NICK Schweiz        | NICK Schweiz        | NICK Schweiz        | VIVA Schweiz           | VIVA Schweiz           |
| 31. März 2010 bis 15. Mai 2011            | Nickelodeon Schweiz | Nickelodeon Schweiz | Nickelodeon Schweiz | Nickelodeon Schweiz | Nickelodeon Schweiz | VIVA Schweiz           | VIVA Schweiz           |
| 16. Mai 2011 bis 30. September 2014       | Nickelodeon Schweiz | Nickelodeon Schweiz | Nickelodeon Schweiz | Nickelodeon Schweiz | Nickelodeon Schweiz | Comedy Central Schweiz | Comedy Central Schweiz |
| 1. Oktober 2014 bis 27. Juni 2017         | Nicknight           | Nickelodeon Schweiz | Nickelodeon Schweiz | Nickelodeon Schweiz | Nickelodeon Schweiz | Nickelodeon Schweiz    | Nicknight              |
| 28. Juni 2017 bis 2. Oktober 2017         | Nicknight           | Nick Schweiz        | Nick Schweiz        | Nick Schweiz        | Nick Schweiz        | Nick Schweiz           | Nicknight              |
| 3. Oktober 2017 bis 30. September 2021    | Nick Schweiz        | Nick Schweiz        | Nick Schweiz        | Nick Schweiz        | Nick Schweiz        | Nick Schweiz           | Nicknight              |
| von 1. Oktober 2021 bis 23. August 2023   | 7+ Family           | 7+ Family           | Nick Schweiz        | Nick Schweiz        | Nick Schweiz        | 7+ Family              | 7+ Family              |
| seit 23. August 2023                      | 7+ Family           | 7+ Family           | Nickelodeon Schweiz | Nickelodeon Schweiz | Nickelodeon Schweiz | 7+ Family              | 7+ Family              |

## Pay-TV

### Nick Jr. Schweiz
Nick Jr. wird von UPC Schweiz verbreitet.

### Nick HD Schweiz

Das Logo von Nick HD

Nick HD Schweiz ist empfangbar über UPC Schweiz und bei Swisscom TV.